# Proceromyia macronychia
Proceromyia macronychia är en tvåvingeart som först beskrevs av Louis-Paul Mesnil 1957.  Proceromyia macronychia ingår i släktet Proceromyia och familjen parasitflugor. Inga underarter finns listade i Catalogue of Life.